# Abbaye d'Au am Inn
L'abbaye d'Au ou d'Äu est une ancienne abbaye augustienne, aujourd'hui un couvent franciscain de la commune de Gars am Inn, dans le Land de Bavière et l'archidiocèse de Munich et Freising.

## Histoire
Autour de 780, une cellule est fondée par les moines Baldung (Balduin) et Hrodbert. En 1122, l'archevêque Konrad von Abensperg fonde un monastère augustien.
Environ un millier de manuscrits sont perdus dans un incendie de la bibliothèque en 1686. Christoph Zuccalli reprend en 1687 la construction du couvent dans un style baroque et fait élever jusqu'en 1711 l'église abbatiale. Les retables et les fresques sont l'œuvre de Franz Mareis jusqu'au milieu du XVIIIe siècle.
Le monastère connaît la sécularisation en 1803. L'église devient paroissiale et les bâtiments conventuels sont la propriété de Joseph Ernst von Koch-Sternfeld. 605 livres de la bibliothèque vont à l'université de Landshut. En 1853, les sœurs franciscaines de Dillingen s'installent à l'abbaye. En 1854, les franciscaines d'Au se séparent de la congrégation-mère de Dillingen et forment leur propre congrégation. À part une brève interruption pendant le Troisième Reich, les franciscaines d'Au se consacrent à l'éducation et l'éducation familiale. Dans les années 1970, elles ouvrent une école, une garderie et un foyer pour enfants handicapés mentaux et physiques. Les sœurs créent également des maisons-filles au Brésil.

## Source de la traduction
- (de) Cet article est partiellement ou en totalité issu de l’article de Wikipédia en allemand intitulé « Kloster Au am Inn » (voir la liste des auteurs).